# Nieuwpoort Marathon
De Nieuwpoort Marathon is een hardloopevenement dat sinds 2021 elk jaar in Nieuwpoort wordt gehouden. Het evenement vindt plaats in september.
De Nieuwpoort Marathon is onderdeel van Long Course Weekend Belgium, een multisportevenement dat zijn oorsprong kent in Wales. Atleten kunnen gedurende drie dagen kiezen uit drie sporten (zwemmen, fietsen en hardlopen) en verschillende afstanden om hun eigen individuele weekendparcours samen te stellen op basis van hun capaciteiten.

## Soorten wedstrijden[1]
De Nieuwpoort Marathon kent vijf wedstrijden:
1. Marathon (42,2 km)
2. Halve marathon (21,1 km)
3. 10 kilometer loop
4. 5 kilometer loop
5. Kidsrun

De loopwedstrijden starten en finishen op het Fonteinplein aan de vismijn (Kaaiplein 2) in Nieuwpoort.

## Uitslagen

### Marathon
| Editie | Datum             | Atleet          | Tijd     | Atlete               | Tijd     |
| ------ | ----------------- | --------------- | -------- | -------------------- | -------- |
| 1      | 26 september 2021 | Pamphiel Pareyn | 02:37:43 | Nele Van den Buverie | 03:32:25 |
| 2      | 23 september 2022 | Pamphiel Pareyn | 02:41:06 | Chloé De Windt       | 03:27:13 |
| 3      | 24 september 2023 | Ewout Duchi     | 02:43:49 | Leentje Hindryckx    | 03:25:23 |
| 4      | 22 september 2024 | Sebastien Mahia | 02:43:06 | Robin Schindelka     | 03:16:13 |